# 剑腹金小蜂属
剑腹金小蜂属（学名：Eulonchetron）为金小蜂科的一个属。

## 下属物种
本属包括以下物种：
- 中华剑腹金小蜂 Eulonchetron sinense Huang & Liu, 1993[2]
- Eulonchetron torymoides (Thomson, 1878)